# Đội tuyển bóng đá quốc gia Thụy Sĩ
Đội tuyển bóng đá quốc gia Thụy Sĩ (tiếng Đức: Schweizer Fussballnationalmannschaft; tiếng Pháp: Équipe de Suisse de football; tiếng Ý: Nazionale di calcio della Svizzera; tiếng Romansh: Squadra naziunala da ballape da la Svizra), gọi tắt là "Nati", là đội tuyển của Liên đoàn bóng đá Thụy Sĩ và đại diện cho Thụy Sĩ trên bình diện quốc tế.
Nhìn chung thì tấm huy chương bạc giành được tại Thế vận hội Mùa hè 1924 là thành tựu nổi bật nhất của đội. Đội ra đời sớm và tích cực dự giải thế giới ngay từ những năm đầu, ghi dấu ấn với những kỷ lục dù chưa bao giờ tiến xa quá vòng tứ kết.

## Lịch sử

### Thụy Sĩ là quốc gia tiên phong trong bóng đá
Thụy Sĩ là nước thứ nhì sau Liên hiệp Anh tổ chức thi đấu bóng đá. Năm 1860 sinh viên Anh đã thành lập Lausane Football and Cricket Club, có nhiều khả năng là câu lạc bộ bóng đá đầu tiên trên châu Âu. Câu lạc bộ bóng đá Thụy Sĩ lâu đời nhất vẫn còn tồn tại cho đến ngày nay, FC St.Gallen, được thành lập năm 1879. Năm 1895, 11 câu lạc bộ cùng thành lập Hiệp hội bóng đá Thụy Sĩ (Schweizerische Football-Association). Trong thời gian đầu, 4 trong số 5 thành viên lãnh đạo là người Anh. Hiệp hội bóng đá Thụy Sĩ là một trong số 7 thành viên thành lập FIFA năm 1904. Năm 1913 hội đổi tên thành Liên đoàn bóng đá Thụy Sĩ (Schweizerischer Fussballverband – SFV). Liên đoàn đổi tên sang tiếng Đức nhằm truyền bá bóng đá rộng rãi trong quần chúng và ngoài ra qua đó cũng hy vọng là sẽ đạt đến thể chế của một tổ chức được hỗ trợ về mặt tài chính từ phía quốc gia, việc mà mãi đến những năm của thập niên 1920 mới thành công.
Bóng đá lan rộng khắp châu Âu chủ yếu là từ Thụy Sĩ, nơi mà cựu sinh viên của các trường đại học danh tiếng đã làm quen với bóng đá trong thời gian học tập tại Thụy Sĩ và sau đó mang hình thức thể thao này về phổ biến tại quê nhà. Thuộc vào trong số đó là người Đức Walther Bensemann, thành lập câu lạc bộ bóng đá đầu tiên tại miền nam nước Đức cũng như là hai anh em Michele và Paolo Scarfoglio, đã thành lập câu lạc bộ bóng đá đầu tiên tại Napoli. Vittorio Pozzo cũng làm quen với bóng đá tại Thụy Sĩ và là người đã có nhiều công lao trong việc phổ biến rộng rãi bóng đá tại Ý. Người Thụy Sĩ cũng mang bóng đá ra nước ngoài: Nhà giáo thể dục Georges de Rebius đưa bóng đá vào Bulgary, Hans Gamper thành lập F.C. Barcelona năm 1899, đa số các thành viên thành lập Inter Milan là người Thụy Sĩ. Đội bóng Stade Helvétique Marseill với cầu thủ hầu hết là người Thụy Sĩ đã thắng giải vô địch của liên đoàn lớn nhất Pháp USFSA năm 1909, 1911 và 1913.

### Những năm đầu của đội tuyển quốc gia
Bắt đầu từ giữa thập niên 1890 đã có nhiều trận thi đấu quốc tế, ban đầu là trên bình diện câu lạc bộ với các đội bóng từ các nước lân cận. Vào ngày 4 tháng 12 năm 1898 một đội bóng bao gồm cầu thủ được chọn lựa từ các câu lạc bộ bóng đá Thụy Sĩ đã thi đấu lần đầu tiên; đội tuyển nam Đức đã thua với tỉ số 3:2. Đội hình bao gồm phân nửa là người nước ngoài sống tại Thụy Sĩ, phần nhiều là người Anh. Tiếp theo sau đó là nhiều trận thi đấu cũng dưới hình thức này, thí dụ như trận thi đấu với Áo vào ngày 8 tháng 4 năm 1901, là trận đấu được sách báo bóng đá Áo xem là "trận thi đấu quốc tế nguyên thủy".

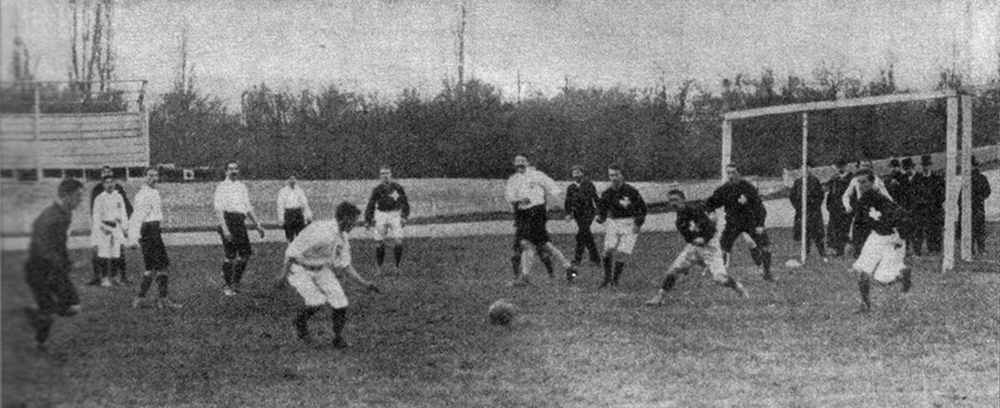
Thi đấu quốc tế lần đầu tiên (Pháp-Thụy Sĩ) vào ngày 12 tháng 2 năm 1905

Đội Thụy Sĩ thi đấu trận quốc tế chính thức đầu tiên vào ngày 12 tháng 2 năm 1905 tại Paris với Đội tuyển bóng đá quốc gia Pháp. Trận lượt về tại Genève chỉ được tiến hành 3 năm sau đó do Liên đoàn có nhiều khó khăn về tài chính. Chiến thắng đầu tiên của Thụy Sĩ là trận thi đấu quốc tế lần thứ ba vào ngày 5 tháng 4 năm 1908. Đội đã thắng Đội tuyển bóng đá quốc gia Đức tại thành phố Basel với tỉ số 5:3. Đây cũng là trận thi đấu quốc tế đầu tiên của Đội tuyển bóng đá quốc gia Đức. Đội khách ngày 20 tháng 5 năm 1090 là Đội tuyển bóng đá quốc gia Anh, Thụy Sĩ đã thua 0:9. Trận này cũng như là trận trên sân khách gặp Đội tuyển bóng đá quốc gia Hungary năm 1911 kết thúc với cùng tỉ số là trận thua đậm nhất cho đến nay. Tuy Liên đoàn đã có kế hoạch tham dự Thế vận hội mùa hè 1912 tại Stockholm, nhưng lại không thực hiện được do thiếu thốn về tài chính.
Khi Chiến tranh thế giới thứ nhất bắt đầu, bóng đá tại Thụy Sĩ bị giới hạn rất nhiều, hơn nửa các sân thi đấu bị biến thành đồng ruộng và nhiều câu lạc bộ đã phải giải thể do nhiều cầu thủ phải tham gia quân đội. Bắt đầu từ năm 1916 bóng đá bắt đầu được thi đấu bình thường rộng khắp. Tổng cộng có 5 trận thi đấu quốc tế được tổ chức, 2 trận trên sân nhà với đội tuyển Áo và mỗi một trận trên sân khách tại Ý, Áo và Hungary.

### Giữa 2 cuộc thế chiến (1918-1938)
Trận thi đấu quốc tế đầu tiên sau chiến tranh được tổ chức vào ngày 29 tháng 2 năm 1920 với Đội tuyển quốc gia Pháp. Trận gặp Đức vào ngày 27 tháng 6 năm 1920 tại Zürich đã gây bùng nổ tranh cãi về mặt chính trị. Liên đoàn bóng đá châu Âu đã cấm nước Đức bại trận thi đấu quốc tế, việc mà người Thụy Sĩ đã phớt lờ đi. Pháp đe dọa tẩy chay bóng đá Thụy Sĩ, trong Bỉ và Anh cũng đã có nhiều tiếng nói phản đối. Liên đoàn bóng đá vùng Romandie đã cấm không cho các thành viên tham gia trận đấu. Thế nhưng trận thi đấu này vẫn được tiến hành và chấm dứt với chiến thắng 4:1 nghiêng về đội Thụy Sĩ. Tiếp theo sau đó Anh quốc đã nộp đơn yêu cầu loại trừ Đức ra khỏi Liên đoàn bóng đá châu Âu, thế nhưng việc này lại không thành không và sau đấy Anh đã tự ly khai.
Liên đoàn bóng đá Thụy Sĩ đã quyết định tham gia giải bóng đá của Thế vận hội mùa hè 1920 tại Antwerpen ngay từ tháng 8 năm 1919. Thế nhưng chỉ 1 tuần trước khi giải bắt đầu liên đoàn đã rút lại thông báo tham dự, một mặt là vì thiếu tiền, mặt khác là không muốn xảy ra việc chia cắt liên đoàn theo ranh giới ngôn ngữ vì trận thi đấu gây nhiều tranh cãi với Đức.
17 cầu thủ và 3 huấn luyện viên đã đáp tàu hỏa đến Paris tham dự Thế vận hội mùa hè 1924. Do dự đoán sẽ sớm bị loại, Liên đoàn bóng đá Thụy Sĩ chỉ mua vé có hạn trong vòng 10 ngày. Trong trận vòng ngoài, Thụy Sĩ đã chiến thắng Đội tuyển bóng đá quốc gia Litva với tỉ số 9:0, là chiến thắng cao nhất trong lịch sử của đội. Sau chiến thắng đội Ý với tỉ số 2:1 trong trận tứ kết, tờ nhật báo Sport đã phải phát động một cuộc quyên góp để có thể tiếp tục chi trả phí khách sạn cho đội tuyển. Trong trận bán kết đội đã thắng bất ngờ Thụy Điển, một đội bóng mạnh của giải, với tỉ số 2:1. Thế nhưng điều kỳ điệu đã không xảy ra trong trận chung kết: đội thua Đội tuyển bóng đá quốc gia Uruguay với tỉ số 0:3. Tuy vậy đội cũng được nhận danh hiệu vô địch châu Âu không chính thức.
Sau đỉnh cao này thành tích của đội đã giảm đi trông thấy. Trong Thế vận hội mùa hè 1928 tại Amsterdam đội chỉ thi đấu mỗi một trận. Đội đã bị loại ngay trong trận gặp đội bóng Đức với tỉ số 0:4. Thành tích của đội cũng rất khiêm nhường trong các Giải châu Âu của các đội tuyển bóng đá quốc gia (tiền thân của Giải vô địch bóng đá châu Âu). Đội Thụy Sĩ đứng hạng chót trong tất cả sáu lần tổ chức. Cũng như nhiều đội tuyển bóng đá quốc gia châu Âu khác, vì lý do tài chính đội Thụy Sĩ đã không tham gia Giải vô địch bóng đá thế giới đầu tiên được tổ chức trong năm 1930 tại Uruguay.
Chỉ với nhiều may mắn Thụy Sĩ mới vượt qua được vòng loại của Giải vô địch bóng đá thế giới 1934 tại Ý. Hai trận hòa Nam Tư và Romania thật ra không đủ để qua được vòng loại, thế nhưng trong trận này đội tuyển Romania đã cho ra sân một cầu thủ không được phép thi đấu, vì thế mà kết quả hòa được đổi thành trận thắng 2:0 sau đó. Tranh cãi đã bùng nổ trước khi Giải vô địch được tiến hành giữa Liên đoàn bóng đá Thụy Sĩ và Servette FC Genève. Câu lạc bộ này lo ngại các cầu thủ có thể sẽ phải ngưng thi đấu một thời gian dài do chấn thương nên đã yêu cầu Liên đoàn bồi thường về tài chính. Chỉ sau khi bị Liên đoàn dọa phạt và chỉ một tuần trước khi Giải vô địch bắt đầu Servette FC Genève mới đồng ý cho các cầu thủ của câu lạc bộ đã được lựa chọn tham gia giải vô địch. Trong trận đấu đầu tiên của một giải vô địch thế giới, đội Thụy Sĩ thắng đội Hà Lan với tỉ số 3:2 và vào vòng tứ kết. Tuy vậy trong lần thi đấu tứ kết Thụy Sĩ đã thất bại trước Đội tuyển bóng đá quốc gia Tiệp Khắc, đội về nhì của giải này sau đó, với tỉ số 2:3.
Năm 1931 Liên đoàn Bóng đá Thụy Sĩ đưa ra thể thức thi đấu liên đoàn (league) với cầu thủ chuyên nghiệp. Việc này đã không mang lại kết quả như mong muốn. Nhiều cầu thủ đội tuyển quốc gia vẫn thích thi đấu ở nước ngoài do có lợi hơn, số lượng khán giả vẫn khiêm nhường và mục đích chính là nâng cao khả năng thi đấu của đội tuyển vẫn không đạt được. Trong khoản thời gian 1934-1938 cứ 4 lần thi đấu thì đội tuyển chỉ thắng được một trận. Năm 1937 mức lương trần được hạ thấp xuống nhiều đến mức các cầu thủ bắt buộc phải tìm thêm việc làm phụ. Năm 1943 chủ tịch liên đoàn ông Robert Zumbühl cấm bóng đá chuyên nghiệp hoàn toàn. Các quy định nghiêm ngặt này còn bao gồm cả việc bắt buộc phải tạm ngưng thi đấu 1 năm sau khi chuyển câu lạc bộ và chỉ được nới lỏng ra hai thập niên sau đó.
Trong tháng 9 năm 1937 Karl Rappan tiếp nhận chức vụ huấn luyện viên đội tuyển và đã tạo dấu ấn quyết định cho nền bóng đá Thụy Sĩ trong thời gian 25 năm tiếp theo sau đó. Huấn luyện viên người Áo đã gây ra nhiều tranh cãi do là thành viên của Đảng Đức Quốc xã này đã đưa vào đội tuyển chiến thuật phòng thủ xuất xứ từ Trung-Đông Âu mà sau đó nổi tiếng dưới tên "then cửa Thụy Sĩ" (Schweizer Riegel). Hình thức pha trộn giữa việc kèm người và phòng thủ khu vực này đã giúp cho đội tuyển Thụy Sĩ có khả năng đứng vững trước các đội tuyển được đánh giá là mạnh hơn. Chiến thuật thi đấu Catenaccio của Ý sau này đã phát triển từ hình thức này mà ra.

### 1938-1945: Phục vụ bảo vệ đất nước bằng tinh thần
Để có thể qua được vòng loại của Giải vô địch bóng đá thế giới 1938 Đội tuyển Thụy Sĩ phải thi đấu với Bồ Đào Nha tại Milano. Trận thi đấu chấm dứt với tỉ số 2:1 nghiên về cho đội Thụy Sĩ. Trong vòng đầu của giải, Thụy Sĩ gặp đội tuyển của nước Đức Quốc xã. Trận thi đấu chấm dứt sau hiệp phụ với tỉ số 1:1, vì thế mà 5 ngày sau đấy phải thi đấu lại.
Lần tái thi đấu vào ngày 9 tháng 6 năm 1938 đã đi vào lịch sử bóng đá Thụy Sĩ như là một trong những trận thi đấu quan trọng nhất. Đội tuyển của nước Đức Quốc xã, do có Áo sáp nhập trước đó, bao gồm các tuyển thủ của hai đội bóng đã lọt vào vòng bán kết của Giải vô địch bóng đá thế giới 1934 tại Đức và được xem là một trong những đội có nhiều hy vọng nhất của giải, đã dẫn trước với tỉ số 2:0 cho đến phút thứ 40 nhưng lại suy sụp sau đó. Đội Thụy Sĩ ghi liên tiếp 4 bàn thắng và chiến thắng với tỉ số 4:2. Kỳ tích chiến thắng "Nước Đức Lớn" được ca tụng nhiệt liệt tại Thụy Sĩ. Tuy vậy đội Thụy Sĩ đã thua trận tứ kết 3 ngày sau đó khi gặp Đội tuyển bóng đá quốc gia Hungary với tỉ số 0:2.

Tít của báo "Sport" ngày 10 tháng 6 năm 1938: "Chiến thắng đẹp nhất của chúng ta: Thắng Đức 4:2"

Sau chiến thắng đội bóng đá nước Đức, các cầu thủ không còn được xem là đại diện cho một môn thể thao "phi Thụy Sĩ" nữa mà là hình tượng của quốc gia. Nhiều tờ báo đã so sánh họ với các anh hùng trước đây của Thụy Sĩ. Thí dụ như tờ Gazette de Lausanne đã viết: "Nước Thụy Sĩ bé nhỏ [...] đã chiến đấu như Thánh Jakob và đã đạt được một chiến thắng sẽ được nhắc đến một cách dài lâu" . Dường như Thụy Sĩ đã đặt ranh giới cho Đế chế Đức đang bành trướng, ít nhất là trên sân cỏ. Bóng đá đã trở thành một nguyên tố của việc "bảo vệ đất nước bằng tinh thần", một chính sách văn hóa bảo toàn các giá trị văn hóa và dân chủ cơ bản của Thụy Sĩ trước ảnh hưởng của nước láng giềng độc tài. Trong nhận thức của dư luận "Then cửa Thụy Sĩ" đã trở thành một hình tượng huyền bí của tinh thần tự khẳng định của Thụy Sĩ. Trận thi đấu này cũng đã đi vào văn học: Otto F. Walter đã đưa vào quyển tiểu thuyết Zeit des Fasans (1988) một đoạn dài của buổi tường thuật trận đấu qua đài phát thanh, năm 1991 tác giả Giovanni Orelle đã viết cả một quyển sách về Eugène Walaschek, một trong các cầu thủ ghi bàn thắng (Il sogno di Walaschek).
Trong Chiến tranh thế giới thứ hai, ngoại trừ thời gian tổng động viên, các trận thi đấu tranh Giải vô địch bóng đá vẫn được tiến hành. Khi tại ngũ các tuyển thủ của đội bóng đá quốc gia thông thường vẫn được phép trở về thi đấu cho Giải vô địch bóng đá quốc gia. Đội tuyển bóng đá quốc gia đã thi đấu 16 trận, trong đó 11 trận với các đội tuyển của Phe Trục và đồng minh của Phe Trục. Các trận trên sân nhà được dàn dựng như một sự kiện quốc gia và ngay cả Tướng Henri Guisan cũng đến xem một số trận đấu. Mặc dù nhiều tầng lớp quần chúng không có thiện cảm với lực lượng Phe Trục và đặc biệt là với nước Đức nhưng đối với giới chính trị gia các trận đấu này phục vụ cho việc giữ vững hình ảnh trung lập tuyệt đối của Thụy Sĩ. Vào ngày 20 tháng 4 năm 1941, sinh nhật của Adolf Hitler, đội tuyển Thụy Sĩ đã thắng Đế chế Đức với tỉ số 2:1 tại thành phố Bern. Sau đấy Joseph Goebbels đã viết thư gửi cho Hans von Tschammer und Osten phụ trách thể thao trong nước Đức Quốc xã không cho phép "trao đổi về mặt thể thao ngay cả khi kết quả đáng nghi ngại ở mức nhỏ nhất"..

### 4 lần tham dự vô địch bóng đá thế giới sau chiến tranh (1945-1966)
Vào ngày 21 tháng 5 năm 1945 đối thủ đầu tiên sau chiến tranh là Bồ Đào Nha. Vào ngày 11 tháng 11 năm 1945 Thụy Sĩ đón chào Đội tuyển Ý trên sân nhà tại Zürich và qua đó đã tạo khả năng tái hội nhập vào nền bóng đá thế giới cho Ý. Chiến thắng Luxembourg 2 lần, đội Thụy Sĩ vượt qua vòng loại tham gia Giải vô địch bóng đá thế giới 1950. Đây là lần đầu tiên Đội tuyển bóng đá quốc gia Thụy Sĩ thi đấu ngoài châu Âu. Thụy Sĩ đã thua trận đầu tiên khi gặp đội Nam Tư với tỉ số 0:3. Đối thủ trong trận thứ hai là Đội tuyển bóng đá quốc gia Brasil. Trận đấu với đội chủ nhà và là đội mang nhiều hy vọng đoạt giải này đã kết thúc bất ngờ với tỉ số hòa 2:2. Chiến thắng Mexico sau đó (2:1) đã không đủ để đội có thể tiếp tục vào vòng trong.
Năm 1948 Thụy Sĩ ủng hộ đơn xin tái gia nhập FIFA của Đức, nhưng đơn này đã bị từ chối. Ba trận thi đấu giữa các câu lạc bộ bóng đá Thụy Sĩ và Đức tiếp theo sau đó đã bị giới truyền thông đại chúng chỉ trích, đặc biệt là tại Hà Lan. Thụy Sĩ chỉ thoát được đe dọa cấm thi đấu của FIFA nhờ vào việc phạt những người tổ chức các cuộc thi đấu này 500 đồng Franc Thụy Sĩ. Vào ngày 22 tháng 9 năm 1950, chỉ vài ngày sau khi Liên đoàn bóng đá Đức tái gia nhập FIFA, Thụy Sĩ đã là đội khách trên sân cỏ tại Stuttgart trong trận thi đấu quốc tế đầu tiên của Đức sau chiến tranh.
Chủ tịch Liên đoàn bóng đá Thụy Sĩ và Phó chủ tịch FIFA Ernst Thommen đã thành công trong việc đề nghị tổ chức Giải vô địch bóng đá thế giới 1954 tại Thụy Sĩ. Trong tháng 11 năm 1952, nhằm chuẩn bị cho đội tuyển quốc gia, một lần nữa Karl Rappan được mời giữ chức vụ huấn luyện viên. Ngày 25 tháng 4 năm 1954 đài truyền hình Thụy Sĩ lần đầu tiên truyền trực tiếp một trận thi đấu quốc tế, trận đá giao hữu với Đức. Trong trận đầu của giải, Thụy Sĩ đã có thể vui mừng chiến thắng đội Ý với tỉ số 2:1, trong khi trận gặp Anh tại Bern lại thua 0:2. Do cùng điểm, đội Thụy Sĩ và Ý phải gặp nhau một lần nữa tại Basel. Với chiến thắng 4:1 đội đã lọt vào vòng tứ kết. Trận gặp Áo đã trở thành trận có nhiều bàn thắng nhất trong lịch sử Giải vô địch bóng đá thế giới. Đội Thụy Sĩ đã thua "Trận Lausanne nóng bỏng" với tỉ số 5:7 sau khi dẫn trước 3:0.
Các năm sau Giải vô địch bóng đá thế giới không mang lại nhiều thành công. Chiến thắng hiếm hoi và với huấn luyện viên Jacques Spagnoli đội đã không vượt qua được vòng loại của Giải vô địch bóng đá thế giới 1958 tại Thụy Điển. Năm 1960 Liên đoàn bóng đá Thụy Sĩ lại mời Karl Rappan giữ chức vụ này, lần thứ tư và cũng là lần cuối cùng. Sau 3 trận thắng và 1 trận hòa trong vòng loại Giải vô địch bóng đá thế giới 1962 đội tuyển Thụy Sĩ đã gặp đội Thụy Điển, về nhì Giải vô địch thế giới, trong trận đấu quyết định. Cuộc thi đấu diễn ra trong tháng 11 năm 1961 tại Berlin và kết thúc với chiến thắng của Thụy Sĩ. Vì Bức tường Berlin đã được xây 3 tháng trước đó nên trận thi đấu trong thành phố Tây Berlin bị cô lập này mang nhiều ý nghĩa mặt chính trị. Trong giải vô địch, đội Thụy Sĩ đã bị loại ngay từ vòng đầu sau 3 lần thua đội chủ nhà Chile, Đức và Ý. Mùa hè 1964 đội tuyển bóng đá quốc gia có một huấn luyện viên mới là người Ý Alfredo Foni nổi tiếng do đã cùng đoạt Giải bóng đá của Thế vận hội 1936 và Giải vô địch thế giới 1938.
Với một ít may mắn, đội Thụy Sĩ đã vượt qua được vòng loại của Giải vô địch bóng đá thế giới 1966 tại Anh nhờ vào chiến thắng đội Hà Lan 2:1 và chiến thắng bất ngờ của đội Albani trước đội Bắc Ireland. Thế nhưng trong vòng đầu của Giải vô địch, đội đã không thể chống cự lại các đội tuyển bóng đá của Đức, Tây Ban Nha và Argentina.

### "Thất bại trong danh dự" (1967-1989)
Ngay từ năm 1962 Karl Rappan đã viết: "Nếu như không tái tổ chức lại bóng đá hạng cao – và phải ngay lập tức – thì với may mắn và tựa như là điều kỳ diệu bóng đá Thụy Sĩ thì tuy sẽ chiến thắng trận này hay trận khác trong thi đấu quốc tế nhưng về lâu về dài chúng ta sẽ không là gì trên trường quốc tế".. Phán đoán của Rappan đã đúng. Việc Đội tuyển bóng đá quốc gia và bóng đá Thụy Sĩ nói chung ngày càng tụt hậu so bóng đá hàng đầu trên thế giới có nhiều nguyên nhân.
"Then cửa Thụy Sĩ" đã lỗi thời và không còn được áp dụng tại các câu lạc bộ. Thay vào đó, "hào bóng đá" được đào dọc theo ranh giới ngôn ngữ. Phong cách thi đấu cứng, không hoa mỹ, thiên về phòng thủ đòi hỏi nhiều thể lực và kỷ luật thống trị trong vùng Thụy Sĩ nói tiếng Đức. Trong vùng Romandie nói tiếng Pháp và - ở mức độ thấp hơn – trong vùng Ticino nói tiếng Ý các câu lạc bộ lại ưa thích lối chơi nghiên về kỹ thuật, chuyền bóng ngắn và tấn công. Trong vòng 25 năm không ai đã có thể kết hợp được 2 lối đá trái ngược nhau này. Từ 1967 đến 1989, có đến 10 huấn luyện viên đã không đạt được mục tiêu đề ra (vượt qua vòng loại của một giải vô địch thế giới hay giải vô địch châu Âu).
Trong con mắt của nhiều người, nhà thể thao Thụy Sĩ lý tưởng là một nhà thể thao nghiệp dư hay cùng lắm là bán nghiệp dư. Thể thao chuyên nghiệp cộng với việc thương mại hóa và có mặt thường xuyên trên các phương tiện truyền thông đại chúng đã phải đối mặt với nhiều hoài nghi. Thêm vào đó, trên thực tế, giới chính trị đã không cổ vũ cho thể thao nói chung và thể thao hàng đầu nói riêng. Mãi đến giữa những năm của thập kỷ 1970 việc thi đấu bóng đá chuyên nghiệp mới được tiến hành từng bước một. Thời kỳ làm việc với tư cách tự nguyện và bán chuyên nghiệp còn kéo dài lâu hơn nữa trong Liên đoàn. Mãi đến năm 1995 lĩnh vực đào tạo thiếu niên mới có được huấn luyện viên chuyên nghiệp.
Trong thập niên 1970, khái niệm "thua trong danh dự" là một khái niệm thường được dùng; đội tuyển bóng đá quốc gia Thụy Sĩ đã thua nhiều trận, nhưng thường chỉ thua cách biệt 1 bàn. Ngược lại, hòa một đối thủ mạnh hơn lại được chào mừng như chiến thắng. Hơn nữa, trong nhiều cầu thủ, đội tuyển quốc gia chỉ có giá trị thấp. Mãi đến thời của Paul Wolfisberg mới có dấu hiệu của sự vươn lên. Trong nhiều trận thi đấu Thụy Sĩ đã có vài thành công vang dội thí dụ như chiến thắng đội Ý (vô địch thế giới năm 1982) trên sân khách. Thế nhưng thành công lại vắng bóng trong các trận thi đấu quyết định ở vòng loại. Mãi đến cuối thập niên 1980, khi Daniel Jeandupeux cũng không thể mang lại kết quả mong đợi, Liên đoàn bóng đá Thụy Sĩ mới thực hiện các cải cách đã trở nên cần thiết từ lâu trong cấu trúc liên đoàn và thúc đẩy bóng đá thiếu niên.

### Vươn lên và tạm thời xuống dốc (1989-2001)
Năm 1989 Liên đoàn mời người Đức Uli Stielike giữ chức vụ huấn luyện viên. Ngay từ đầu ông đã đạt được thành tích đáng lưu ý: thắng Brasil 1:0. Mặc dầu không qua được vòng loại của Giải vô địch bóng đá thế giới 1990 nhưng việc chuyển đổi từ chiến thuật phòng vệ sang tấn công cần có thời gian. Đội tuyển chỉ thiếu một điểm là có thể vượt qua được vòng loại của Giải vô địch bóng đá châu Âu 1992.
Người Anh Roy Hodgson tiếp tục công trình xây dựng của Stielike. Đội tuyển đã thành công trong vòng loại Giải vô địch bóng đá thế giới 1994: Thụy Sĩ đứng nhì bảng sau Ý và trong tháng 8 năm 1993 đội đã đứng hạng 3 trong danh sách xếp hạng của FIFA. Lần đầu tiên sau 28 năm đội lại tham gia một Giải vô địch thế giới. Trận đầu tiên kết thúc với tỉ số hòa 1:1 với đội Hoa Kỳ. Tiếp theo sau đó là chiến thắng đội Romania 4:1 và mặc dầu thua Columbia với tỉ số 0:2 đội vẫn vào được vòng 1/8. Thế nhưng đội đã thua Đội tuyển bóng đá quốc gia Tây Ban Nha 0:3 trong vòng này. Năm 1996 đội Thụy Sĩ đứng đầu bảng khi chấm dứt đá vòng loại của Giải vô địch bóng đá châu Âu 1996. Một hành động trên sân trước khi thi đấu trong vòng loại với Đội tuyển bóng đá quốc gia Thụy Điển tại Göteborg đã được báo chí khắp thế giới đưa tin. Theo sáng kiến của đội trưởng Alain Sutter, trong lúc dàn nhạc đang chơi nhạc quốc ca, các cầu thủ đã giương cao biểu ngữ Stop it Chirac để phản đối việc tổng thống Pháp Jacques Chirac ra lệnh thử bom nguyên tử tại Moruroa. UEFA cấm tuyên bố chính trị trên sân cỏ sau đó. Các cầu thủ không bị phạt vì việc này được quần chúng và giới truyền thông đại chúng đồng tình rộng rãi.
Sau khi Hodgson chấm dứt hợp đồng làm việc trước thời hạn, Artur Jorge là người kế nhiệm. Người Bồ Đào Nha này đã bị phê phán ngay từ đầu. Sau khi ông không chọn lựa 2 cầu thủ được ưa thích là Adrian Knup và Alain Sutter cho Giải vô địch bóng đá châu Âu 1996 và không giải thích việc này rõ ràng, tờ báo Blick đã bắt đầu một đợt công kích huấn luyện viên đội tuyển quốc gia dài ngày nhất và dữ dội nhất trong lịch sử Thụy Sĩ.
Mặc cho cuộc bút chiến kéo dài nhiều tuần, đội tuyển đã bắt đầu Giải vô địch tốt đẹp với trận hòa đội chủ nhà Anh quốc 1:1. Thế nhưng sau hai trận thua Hà Lan (0:2) và Scotland (0:1) đội đã sớm bị loại và Jorge tuyên bố từ chức.
Cuộc bốc thăm chia bảng vòng loại Giải vô địch bóng đá thế giới 1998 đã mang lại cho Thụy Sĩ các đối thủ dường như đơn giản. Thế nhưng trận thi đấu đầu tiên dưới sự lãnh đạo của người Áo Rolf Fringer đã trở thành một sự việc đầy hổ thẹn khi Thụy Sĩ đã thua Đội tuyển bóng đá quốc gia Azerbaijan tại Baku với tỉ số 0:1, một trong những trận thua chỉ có thể so sánh được với trận thi đấu giữa Faroe và Áo năm 1990 (Faroe nhỏ bé khi đó lần đầu tiên gia nhập làng bóng đá thế giới nhưng đã thắng Áo ở trận ra quân trong vòng loại EURO 1992 với tỷ số 1:0).
Tiếp theo Fringer năm 1998 là Gilbert Gress. Đội tuyển Thụy Sĩ chỉ bị loại sít sao trong vòng loại của Giải vô địch bóng đá châu Âu 2000. Mặc dù có cùng số điểm với đội Đan Mạch đứng nhì và số bàn thắng-bàn thua tốt hơn nhưng Đội tuyển Thụy Sĩ lại kém hơn trong các trận đấu trực tiếp giữa 2 đội. Người Agentina Enzo Trossero tiếp nhận chức vụ huấn luyện viên trong năm 2000. Thế nhưng ông cũng không đạt được mục đích (vượt qua vòng loại Giải vô địch bóng đá thế giới 2002). Thời gian sa sút tạm thời này có nhiều nguyên nhân: Sau Giải vô địch bóng đá châu Âu 1996 nhiều cầu thủ chính đã từ giã không thi đấu vì độ tuổi và phương án đào tạo đội trẻ khởi động từ giữa thập niên 1990 chưa mang lại đủ tài năng thay thế. Thế nhưng việc này đã có thay đổi sau đó.

### Tái tiếp cận bóng đá hàng đầu (từ 2001)
Sau khi Trossero từ chức Liên đoàn bóng đá đã quyết định chọn Jakob "Köbi" Kuhn làm huấn luyện viên. Ông cũng đã từng là cầu thủ của đội tuyển từ 1962 đến 1976 và đã dẫn dắt đội tuyển bóng đá quốc gia U-21 trước đó. Nếu như Kuhn đã bị giới truyền thông đại chúng cho là một lựa chọn sai lầm sau các lần thi đấu đầu tiên thì khoảng 1 năm sau đó đã có thể nhận rõ tiến bộ của đội bóng. Kuhn đã thành công trong việc mang nhiều cầu thủ trẻ do ông dẫn dắt trước đó vào đội hình và trẻ hóa đội tuyển. Thụy Sĩ đứng đầu bảng trong vòng loại của Giải vô địch bóng đá châu Âu 2004, vượt qua được Nga và Ireland. Thế nhưng đội đã không khẳng định được tài năng tại Bồ Đào Nha. Sau lần hòa 0:0 với đội Croatia là 2 lần thua Anh (0:3) và Pháp (1:3). Bàn thắng duy nhất của Thụy Sĩ trong giải này do Johan Vonlanthen (17 tuổi) mang lại, Johan trở thành cầu thủ phá lưới trẻ tuổi nhất trong lịch sử của Giải vô địch bóng đá châu Âu.

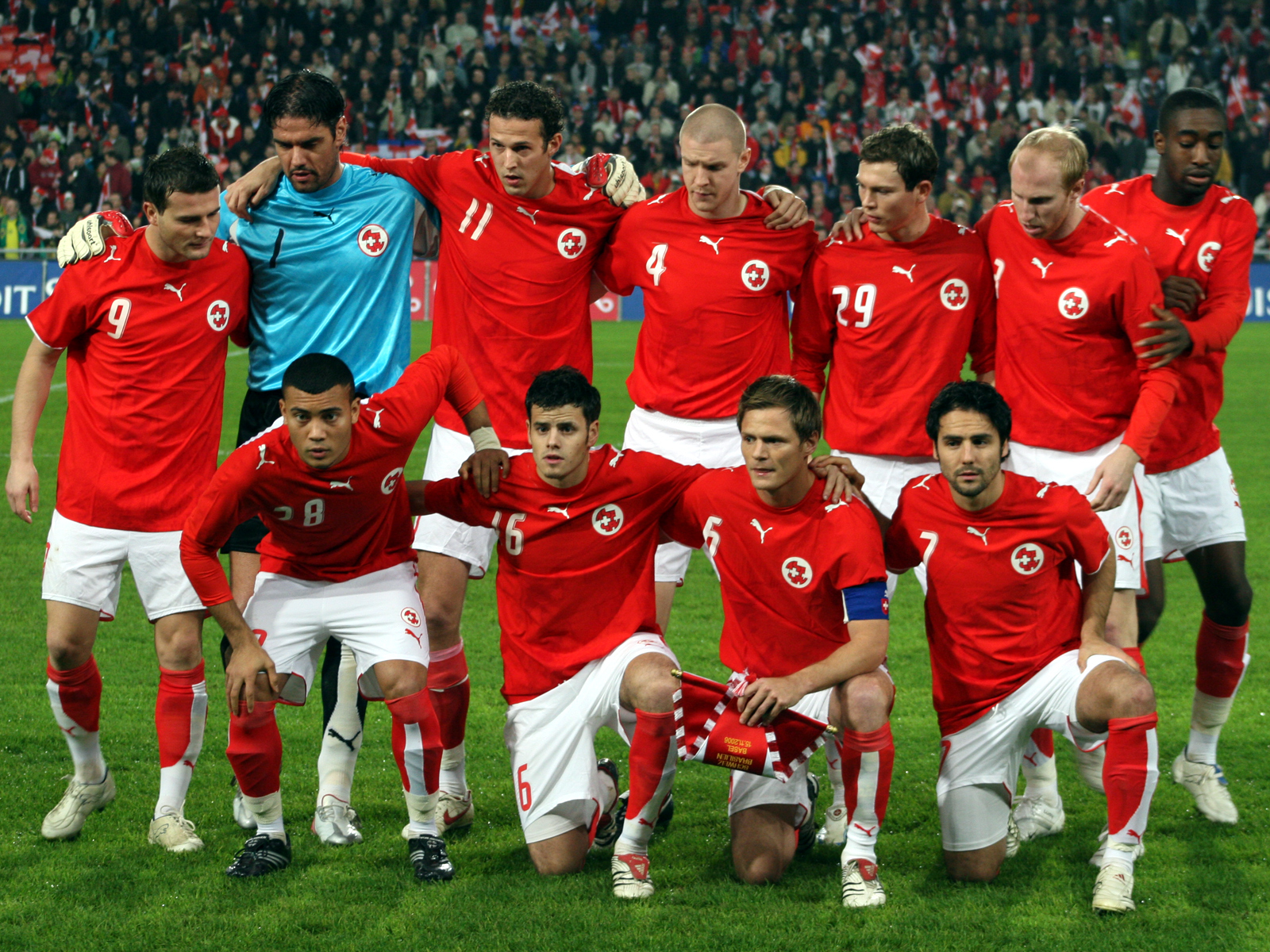
Đội hình trong lần thi đấu Thụy Sĩ-Brasil vào ngày 15 tháng 11 năm 2006

Trong vòng loại Giải vô địch bóng đá thế giới 2006 đội Thụy Sĩ đứng nhì bảng sau Pháp, vì thế mà phải thi đấu với đội Thổ Nhĩ kỳ (hạng ba của Giải vô địch thế giới 2002). Tiếp theo chiến thắng 2:0 trên sân nhà là thất bại 2:4 tại Istanbul. Đội Thụy Sĩ qua được vòng loại chỉ nhờ vào quy định bàn thắng trên sân khách. Sau khi cuộc thi đấu chấm dứt nhiều cầu thủ Thụy Sĩ đã bị hành hung trên sân cỏ và trên đường vào trong. Nhiều cầu thủ Thổ Nhĩ Kỳ cũng như cầu thủ Thụy Sĩ Benjamin Huggel, người cũng tham gia cuộc ấu đả, đã bị cấm thi đấu. Đội tuyển bóng đá quốc gia Thổ Nhĩ Kỳ phải thi đấu 3 trận của vòng loại Giải vô địch bóng đá châu Âu 2008 ở ngoài nước và không có khán giả.
Trong Giải vô địch bóng đá thế giới tại Đức, đội Thụy Sĩ đứng đầu bảng trước đội Pháp (0:0, Hàn Quốc (2:0) và Togo (2:0), nhưng lại bị Ukraina loại trong vòng 1/8 với tỉ số 0:3 khi đá luân lưu 11 m. Đội Thụy Sĩ là đội duy nhất trong lịch sử Giải vô địch bóng đá thế giới đã bị loại mà không có một bàn thua trong 2 hiệp chính, đồng thời cũng là đội duy nhất không ghi được bàn thắng nào khi đá 11 m.
Trong danh sách xếp hạng do FIFA công bố vào ngày 14 tháng 1 năm 2007 đội đang đứng hạng 17, nhưng sẽ tụt hạng do là chủ nhà nên đội Thụy Sĩ (và Áo) được tham gia Giải vô địch bóng đá châu Âu 2008 mà không phải tham gia đá vòng loại.

## Trang phục
Trang phục của các cầu thủ đội tuyển Thụy Sĩ gần như không thay đổi kể từ trận thi đấu quốc tế lần đầu tiên trong năm 1905. Trên sân nhà các cầu thủ mang áo đỏ, quần trắng và tất đỏ. Màu đỏ thường tương ứng với màu đỏ của quốc kỳ Thụy Sĩ. Trên sân khách thì màu ngược lại. Thỉnh thoảng đội cũng mang trang phục toàn đỏ hay trắng. Một chữ thập Thụy Sĩ màu trắng nổi bật đã được gắn trên áo phía ngực trái 75 năm liền. Độ lớn của chữ thập đã nhỏ đi 1/3 theo thời gian. Từ đầu thập niên 1980 chữ thập đã được thay thế bằng biểu trưng của Liên đoàn bóng đá Thụy Sĩ. Chỉ có thể nhận thấy chữ thập trong biểu trưng này một cách không rõ ràng. Nhà cung cấp trang phục là tập đoàn Puma AG. Đội Thụy Sĩ chỉ mang trang phục màu vàng duy nhất trong lần thi đấu hữu nghị với Áo vào ngày 11 tháng 10 năm 2006.

## Cuộc thi tham dự
Cho đến nay đội tuyển bóng đá quốc gia Thụy Sĩ chưa từng đoạt được danh hiệu vô địch giải đấu quốc tế nào. Thành tích tốt nhất là huy chương bạc Thế vận hội Mùa hè 1924 tại Paris khi thua Đội tuyển bóng đá quốc gia Uruguay trong trận chung kết. Kết quả tốt nhất trong các Giải vô địch bóng đá thế giới là ba lần vào đến vòng tứ kết (1934, 1938, 1954). Trong 6 lần tham dự Giải vô địch bóng đá châu Âu (1996, 2004, 2008, 2016, 2020, 2024), thành tích tốt nhất của đội cho đến nay là 2 lần lọt vào tứ kết của Euro 2020 và Euro 2024.
Trong thời gian gần đây đội thiếu niên đã gây được nhiều chú ý. Đội tuyển bóng đá quốc gia U17 đoạt Giải vô địch bóng đá châu Âu năm 2002 khi đá luân lưu 11 m với đội Pháp. Ngoài ra Thụy Sĩ đã vào đến bán kết của Giải vô địch châu Âu U17 năm 2002 và Giải vô địch châu Âu U21 năm 2004.
Giải vô địch bóng đá thế giới
| Năm       | Thành tích               | Thứ hạng                 | Số trận                  | Thắng                    | Hòa                      | Thua                     | Bàn thắng                | Bàn thua                 |
| --------- | ------------------------ | ------------------------ | ------------------------ | ------------------------ | ------------------------ | ------------------------ | ------------------------ | ------------------------ |
| 1930      | Không tham dự            | Không tham dự            | Không tham dự            | Không tham dự            | Không tham dự            | Không tham dự            | Không tham dự            | Không tham dự            |
| 1934      | Tứ kết                   | 7th                      | 2                        | 1                        | 0                        | 1                        | 5                        | 5                        |
| 1938      | Tứ kết                   | 7th                      | 3                        | 1                        | 1                        | 1                        | 5                        | 5                        |
| 1950      | Vòng 1                   | 6th                      | 3                        | 1                        | 1                        | 1                        | 4                        | 6                        |
| 1954      | Tứ kết                   | 8th                      | 4                        | 2                        | 0                        | 2                        | 11                       | 11                       |
| 1958      | Không vượt qua vòng loại | Không vượt qua vòng loại | Không vượt qua vòng loại | Không vượt qua vòng loại | Không vượt qua vòng loại | Không vượt qua vòng loại | Không vượt qua vòng loại | Không vượt qua vòng loại |
| 1962      | Vòng 1                   | 16th                     | 3                        | 0                        | 0                        | 3                        | 2                        | 8                        |
| 1966      | Vòng 1                   | 16th                     | 3                        | 0                        | 0                        | 3                        | 1                        | 9                        |
| 1970      | Không vượt qua vòng loại | Không vượt qua vòng loại | Không vượt qua vòng loại | Không vượt qua vòng loại | Không vượt qua vòng loại | Không vượt qua vòng loại | Không vượt qua vòng loại | Không vượt qua vòng loại |
| 1974      | Không vượt qua vòng loại | Không vượt qua vòng loại | Không vượt qua vòng loại | Không vượt qua vòng loại | Không vượt qua vòng loại | Không vượt qua vòng loại | Không vượt qua vòng loại | Không vượt qua vòng loại |
| 1978      | Không vượt qua vòng loại | Không vượt qua vòng loại | Không vượt qua vòng loại | Không vượt qua vòng loại | Không vượt qua vòng loại | Không vượt qua vòng loại | Không vượt qua vòng loại | Không vượt qua vòng loại |
| 1982      | Không vượt qua vòng loại | Không vượt qua vòng loại | Không vượt qua vòng loại | Không vượt qua vòng loại | Không vượt qua vòng loại | Không vượt qua vòng loại | Không vượt qua vòng loại | Không vượt qua vòng loại |
| 1986      | Không vượt qua vòng loại | Không vượt qua vòng loại | Không vượt qua vòng loại | Không vượt qua vòng loại | Không vượt qua vòng loại | Không vượt qua vòng loại | Không vượt qua vòng loại | Không vượt qua vòng loại |
| 1990      | Không vượt qua vòng loại | Không vượt qua vòng loại | Không vượt qua vòng loại | Không vượt qua vòng loại | Không vượt qua vòng loại | Không vượt qua vòng loại | Không vượt qua vòng loại | Không vượt qua vòng loại |
| 1994      | Vòng 2                   | 16th                     | 4                        | 1                        | 1                        | 2                        | 5                        | 7                        |
| 1998      | Không vượt qua vòng loại | Không vượt qua vòng loại | Không vượt qua vòng loại | Không vượt qua vòng loại | Không vượt qua vòng loại | Không vượt qua vòng loại | Không vượt qua vòng loại | Không vượt qua vòng loại |
| 2002      | Không vượt qua vòng loại | Không vượt qua vòng loại | Không vượt qua vòng loại | Không vượt qua vòng loại | Không vượt qua vòng loại | Không vượt qua vòng loại | Không vượt qua vòng loại | Không vượt qua vòng loại |
| 2006      | Vòng 2                   | 10th                     | 4                        | 2                        | 2                        | 0                        | 4                        | 0                        |
| 2010      | Vòng 1                   | 19th                     | 3                        | 1                        | 1                        | 1                        | 1                        | 1                        |
| 2014      | Vòng 2                   | 11th                     | 4                        | 2                        | 0                        | 2                        | 7                        | 7                        |
| 2018      | Vòng 2                   | 11th                     | 4                        | 1                        | 2                        | 1                        | 5                        | 5                        |
| 2022      | Vòng 2                   | 10th                     | 4                        | 2                        | 0                        | 2                        | 5                        | 9                        |
| 2026      | Chưa xác định            | Chưa xác định            | Chưa xác định            | Chưa xác định            | Chưa xác định            | Chưa xác định            | Chưa xác định            | Chưa xác định            |
| 2030      | Chưa xác định            | Chưa xác định            | Chưa xác định            | Chưa xác định            | Chưa xác định            | Chưa xác định            | Chưa xác định            | Chưa xác định            |
| 2034      | Chưa xác định            | Chưa xác định            | Chưa xác định            | Chưa xác định            | Chưa xác định            | Chưa xác định            | Chưa xác định            | Chưa xác định            |
| Tổng cộng | 3 lần tứ kết             | 12/22                    | 41                       | 14                       | 8                        | 19                       | 55                       | 73                       |

Giải vô địch bóng đá châu Âu
| Năm       | Thành tích               | Thứ hạng                 | Số trận                  | Thắng                    | Hòa                      | Thua                     | Bàn thắng                | Bàn thua                 |
| --------- | ------------------------ | ------------------------ | ------------------------ | ------------------------ | ------------------------ | ------------------------ | ------------------------ | ------------------------ |
| 1960      | Không tham dự            | Không tham dự            | Không tham dự            | Không tham dự            | Không tham dự            | Không tham dự            | Không tham dự            | Không tham dự            |
| 1964      | Không vượt qua vòng loại | Không vượt qua vòng loại | Không vượt qua vòng loại | Không vượt qua vòng loại | Không vượt qua vòng loại | Không vượt qua vòng loại | Không vượt qua vòng loại | Không vượt qua vòng loại |
| 1968      | Không vượt qua vòng loại | Không vượt qua vòng loại | Không vượt qua vòng loại | Không vượt qua vòng loại | Không vượt qua vòng loại | Không vượt qua vòng loại | Không vượt qua vòng loại | Không vượt qua vòng loại |
| 1972      | Không vượt qua vòng loại | Không vượt qua vòng loại | Không vượt qua vòng loại | Không vượt qua vòng loại | Không vượt qua vòng loại | Không vượt qua vòng loại | Không vượt qua vòng loại | Không vượt qua vòng loại |
| 1976      | Không vượt qua vòng loại | Không vượt qua vòng loại | Không vượt qua vòng loại | Không vượt qua vòng loại | Không vượt qua vòng loại | Không vượt qua vòng loại | Không vượt qua vòng loại | Không vượt qua vòng loại |
| 1980      | Không vượt qua vòng loại | Không vượt qua vòng loại | Không vượt qua vòng loại | Không vượt qua vòng loại | Không vượt qua vòng loại | Không vượt qua vòng loại | Không vượt qua vòng loại | Không vượt qua vòng loại |
| 1984      | Không vượt qua vòng loại | Không vượt qua vòng loại | Không vượt qua vòng loại | Không vượt qua vòng loại | Không vượt qua vòng loại | Không vượt qua vòng loại | Không vượt qua vòng loại | Không vượt qua vòng loại |
| 1988      | Không vượt qua vòng loại | Không vượt qua vòng loại | Không vượt qua vòng loại | Không vượt qua vòng loại | Không vượt qua vòng loại | Không vượt qua vòng loại | Không vượt qua vòng loại | Không vượt qua vòng loại |
| 1992      | Không vượt qua vòng loại | Không vượt qua vòng loại | Không vượt qua vòng loại | Không vượt qua vòng loại | Không vượt qua vòng loại | Không vượt qua vòng loại | Không vượt qua vòng loại | Không vượt qua vòng loại |
| 1996      | Vòng 1                   | 13th                     | 3                        | 0                        | 1                        | 2                        | 1                        | 4                        |
| 2000      | Không vượt qua vòng loại | Không vượt qua vòng loại | Không vượt qua vòng loại | Không vượt qua vòng loại | Không vượt qua vòng loại | Không vượt qua vòng loại | Không vượt qua vòng loại | Không vượt qua vòng loại |
| 2004      | Vòng 1                   | 15th                     | 3                        | 0                        | 1                        | 2                        | 1                        | 6                        |
| 2008      | Vòng 1                   | 11th                     | 3                        | 1                        | 0                        | 2                        | 3                        | 3                        |
| 2012      | Không vượt qua vòng loại | Không vượt qua vòng loại | Không vượt qua vòng loại | Không vượt qua vòng loại | Không vượt qua vòng loại | Không vượt qua vòng loại | Không vượt qua vòng loại | Không vượt qua vòng loại |
| 2016      | Vòng 2                   | 11th                     | 4                        | 1                        | 3                        | 0                        | 3                        | 2                        |
| 2020      | Tứ kết                   | 7th                      | 5                        | 1                        | 3                        | 1                        | 8                        | 9                        |
| 2024      | Tứ kết                   | 6th                      | 5                        | 2                        | 3                        | 0                        | 8                        | 4                        |
| 2028      | Chưa xác định            | Chưa xác định            | Chưa xác định            | Chưa xác định            | Chưa xác định            | Chưa xác định            | Chưa xác định            | Chưa xác định            |
| 2032      | Chưa xác định            | Chưa xác định            | Chưa xác định            | Chưa xác định            | Chưa xác định            | Chưa xác định            | Chưa xác định            | Chưa xác định            |
| Tổng cộng | 1 lần tứ kết             | 6/17                     | 23                       | 5                        | 11                       | 7                        | 24                       | 28                       |

### UEFA Nations League
| Năm       | Nhóm đấu  | Thành tích | Pos | Pld | W | D | L | GF | GA |
| --------- | --------- | ---------- | --- | --- | - | - | - | -- | -- |
| 2018–19   | A         | Hạng tư    | 4th | 4   | 3 | 0 | 1 | 14 | 5  |
| 2020–21   | A         | Hạng 11    | 3rd | 6   | 1 | 3 | 2 | 9  | 8  |
| 2022–23   | A         | Hạng 9     | 3rd | 6   | 3 | 0 | 3 | 6  | 9  |
| Tổng cộng | Tổng cộng | —          | 3/3 | 16  | 7 | 3 | 6 | 29 | 22 |

### Thế vận hội
| Năm       | Thành tích               | Thứ hạng                 | Số trận                  | Thắng                    | Hòa                      | Thua                     | Bàn thắng                | Bàn thua                 |                          |
| --------- | ------------------------ | ------------------------ | ------------------------ | ------------------------ | ------------------------ | ------------------------ | ------------------------ | ------------------------ | ------------------------ |
| 1900      | Không tham dự            | Không tham dự            | Không tham dự            | Không tham dự            | Không tham dự            | Không tham dự            | Không tham dự            | Không tham dự            |                          |
| 1904      | Không tham dự            | Không tham dự            | Không tham dự            | Không tham dự            | Không tham dự            | Không tham dự            | Không tham dự            | Không tham dự            |                          |
| 1908      | Không tham dự            | Không tham dự            | Không tham dự            | Không tham dự            | Không tham dự            | Không tham dự            | Không tham dự            | Không tham dự            |                          |
| 1912      | Không tham dự            | Không tham dự            | Không tham dự            | Không tham dự            | Không tham dự            | Không tham dự            | Không tham dự            | Không tham dự            |                          |
| 1920      | Không tham dự            | Không tham dự            | Không tham dự            | Không tham dự            | Không tham dự            | Không tham dự            | Không tham dự            | Không tham dự            |                          |
| 1924      | Huy chương bạc           | 2nd                      | 6                        | 4                        | 1                        | 1                        | 15                       | 6                        |                          |
| 1928      | Vòng 1                   | 13th                     | 1                        | 0                        | 0                        | 1                        | 0                        | 4                        |                          |
| 1936      | Không tham dự            | Không tham dự            | Không tham dự            | Không tham dự            | Không tham dự            | Không tham dự            | Không tham dự            | Không tham dự            |                          |
| 1948      | Không tham dự            | Không tham dự            | Không tham dự            | Không tham dự            | Không tham dự            | Không tham dự            | Không tham dự            | Không tham dự            |                          |
| 1952      | Không tham dự            | Không tham dự            | Không tham dự            | Không tham dự            | Không tham dự            | Không tham dự            | Không tham dự            | Không tham dự            |                          |
| 1956      | Không tham dự            | Không tham dự            | Không tham dự            | Không tham dự            | Không tham dự            | Không tham dự            | Không tham dự            | Không tham dự            |                          |
| 1960      | Không vượt qua vòng loại | Không vượt qua vòng loại | Không vượt qua vòng loại | Không vượt qua vòng loại | Không vượt qua vòng loại | Không vượt qua vòng loại | Không vượt qua vòng loại | Không vượt qua vòng loại | Không vượt qua vòng loại |
| 1964      | Không vượt qua vòng loại | Không vượt qua vòng loại | Không vượt qua vòng loại | Không vượt qua vòng loại | Không vượt qua vòng loại | Không vượt qua vòng loại | Không vượt qua vòng loại | Không vượt qua vòng loại | Không vượt qua vòng loại |
| 1968      | Không vượt qua vòng loại | Không vượt qua vòng loại | Không vượt qua vòng loại | Không vượt qua vòng loại | Không vượt qua vòng loại | Không vượt qua vòng loại | Không vượt qua vòng loại | Không vượt qua vòng loại | Không vượt qua vòng loại |
| 1972      | Không vượt qua vòng loại | Không vượt qua vòng loại | Không vượt qua vòng loại | Không vượt qua vòng loại | Không vượt qua vòng loại | Không vượt qua vòng loại | Không vượt qua vòng loại | Không vượt qua vòng loại | Không vượt qua vòng loại |
| 1976      | Không tham dự            | Không tham dự            | Không tham dự            | Không tham dự            | Không tham dự            | Không tham dự            | Không tham dự            | Không tham dự            | Không tham dự            |
| 1980      | Không tham dự            | Không tham dự            | Không tham dự            | Không tham dự            | Không tham dự            | Không tham dự            | Không tham dự            | Không tham dự            | Không tham dự            |
| 1984      | Không tham dự            | Không tham dự            | Không tham dự            | Không tham dự            | Không tham dự            | Không tham dự            | Không tham dự            | Không tham dự            | Không tham dự            |
| 1988      | Không vượt qua vòng loại | Không vượt qua vòng loại | Không vượt qua vòng loại | Không vượt qua vòng loại | Không vượt qua vòng loại | Không vượt qua vòng loại | Không vượt qua vòng loại | Không vượt qua vòng loại | Không vượt qua vòng loại |
| Tổng cộng | 1 lần huy chương bạc     | 2/19                     | 7                        | 4                        | 1                        | 2                        | 15                       | 10                       |                          |

## Kết quả thi đấu

### 2024
| 23 tháng 3 Giao hữu | Đan Mạch | 0–0 | Thụy Sĩ | Copenhagen, Đan Mạch              |  |
| 20:00 UTC+1         |          |     |         | Sân vận động: Sân vận động Parken |  |

| 26 tháng 3 Giao hữu | Cộng hòa Ireland | 0–1      | Thụy Sĩ       | Dublin, Ireland                                                       |  |
| 19:45 UTC±0         |                  | Chi tiết | - Shaqiri 23' | Sân vận động: Sân vận động Aviva Trọng tài: Paweł Raczkowski (Ba Lan) |  |

| 4 tháng 6 Giao hữu | Thụy Sĩ                                                      | 4–0      | Estonia | Lucerne, Thụy Sĩ                                                                        |  |
| 20:15 UTC+2        | - Zuber 20' - Amdouni 47' - Elvedi 63' - Shaqiri 70' (ph.đ.) | Chi tiết |         | Sân vận động: Swissporarena Lượng khán giả: 14,473 Trọng tài: Kyriakos Athanasiou (Síp) |  |

| 8 tháng 6 Giao hữu | Thụy Sĩ      | 1–1      | Áo               | St. Gallen, Thụy Sĩ                                               |  |
| 18:00 UTC+2        | - Widmer 26' | Chi tiết | - Baumgartner 5' | Sân vận động: Kybunpark Trọng tài: Maria Sole Ferrieri Caputi (Ý) |  |

| 15 tháng 6 Bảng A UEFA Euro 2024 | Hungary     | 1–3      | Thụy Sĩ                                   | Cologne, Đức                                                                                 |  |
| 15:00 UTC+2                      | - Varga 66' | Chi tiết | - Duah 12' - Aebischer 45' - Embolo 90+3' | Sân vận động: RheinEnergieStadion Lượng khán giả: 41,676 Trọng tài: Slavko Vinčić (Slovenia) |  |

| 19 tháng 6 Bảng A UEFA Euro 2024 | Scotland        | 1–1      | Thụy Sĩ       | Cologne, Đức                                                                                 |  |
| 21:00 UTC+2                      | - McTominay 13' | Chi tiết | - Shaqiri 26' | Sân vận động: RheinEnergieStadion Lượng khán giả: 42,711 Trọng tài: Ivan Kružliak (Slovakia) |  |

| 23 tháng 6 Bảng A UEFA Euro 2024 | Thụy Sĩ     | 1–1      | Đức              | Frankfurt, Đức                                                                 |  |
| 21:00 UTC+2                      | - Ndoye 28' | Chi tiết | - Füllkrug 90+2' | Sân vận động: Waldstadion Lượng khán giả: 46,685 Trọng tài: Daniele Orsato (Ý) |  |

| 29 tháng 6 Vòng 16 đội UEFA Euro 2024 | Thụy Sĩ                    | 2–0      | Ý | Berlin, Đức                                                                              |  |
| 18:00 UTC+2                           | - Freuler 37' - Vargas 46' | Chi tiết |   | Sân vận động: Olympiastadion Lượng khán giả: 68,172 Trọng tài: Szymon Marciniak (Ba Lan) |  |

| 6 tháng 7 Tứ kết UEFA Euro 2024                         | Anh        | 1–1 (s.h.p.) (5–3 p)                 | Thụy Sĩ      | Düsseldorf, Germany                                                                   |  |
| 18:00 UTC+2                                             | - Saka 80' | Chi tiết                             | - Embolo 75' | Sân vận động: Merkur Spiel-Arena Lượng khán giả: 46,907 Trọng tài: Daniele Orsato (Ý) |  |
|                                                         |            | Loạt sút luân lưu                    |              |                                                                                       |  |
| - Palmer - Bellingham - Saka - Toney - Alexander-Arnold |            | - Akanji - Schär - Shaqiri - Amdouni |              |                                                                                       |  |

| 5 tháng 9 UEFA Nations League 2024–25 | Đan Mạch | v        | Thụy Sĩ | Copenhagen, Đan Mạch              |  |
| 20:45 UTC+2                           |          | Chi tiết |         | Sân vận động: Sân vận động Parken |  |

| 8 tháng 9 UEFA Nations League 2024–25 | Thụy Sĩ | v        | Tây Ban Nha | Bern, Thụy Sĩ                       |  |
| 20:45 UTC+2                           |         | Chi tiết |             | Sân vận động: Sân vận động Wankdorf |  |

| 12 tháng 10 UEFA Nations League 2024–25 | Serbia | v        | Thụy Sĩ | Belgrade, Serbia                    |  |
| 20:45 UTC+2                             |        | Chi tiết |         | Sân vận động: Sân vận động Partizan |  |

| 15 tháng 10 UEFA Nations League 2024–25 | Thụy Sĩ | v        | Đan Mạch | Thun, Thụy Sĩ                 |  |
| 20:45 UTC+2                             |         | Chi tiết |          | Sân vận động: Stockhorn Arena |  |

| 15 tháng 11 UEFA Nations League 2024–25 | Thụy Sĩ | v        | Serbia | Thụy Sĩ           |  |
| 20:45 UTC+1                             |         | Chi tiết |        | Sân vận động: TBD |  |

| 18 tháng 11 UEFA Nations League 2024–25 | Tây Ban Nha | v        | Thụy Sĩ | Burgos, Tây Ban Nha                   |  |
| 20:45 UTC+1                             |             | Chi tiết |         | Sân vận động: Sân vận động El Plantío |  |

## Cầu thủ và huấn luyện viên

### Cầu thủ giữ kỷ lục
Một điều cần lưu ý trong thống kê các cầu thủ giữ kỷ lục tham gia thi đấu cho đội tuyển quốc gia và kỷ lục vua phá lưới là trong những năm đầu tiên của bóng đá tại Thụy Sĩ có rất ít trận thi đấu quốc tế được tồ chức so với ngày nay. Rudolf Ramseier là người đầu tiên qua được ngưỡng 50 trận thi đấu quốc tế; từ 1920 đến 1931 ông đã tham gia thi đấu 59 lần. Ít lâu sau đó May "Xam" Abegglen đã vượt qua Ramseier (68 lần từ 1922 đến 1937). Kỷ lục của Severino Menelli (80 trận gữa 1930 và 1943) cả một thời gian dài được coi là không đạt đến được và chỉ bị phá 4 thập niên sau đó bởi Neinz Hermann (117 lần thi đấu).
Anh em Abegglen là vua phá lưới của nửa đầu thế kỷ 20. Max Abegglen ghi 32 bàn thắng trong 68 trận, André Abegglen 30 bàn trong 52 lần thi đấu, Kubilay Türkyılmaz phá lưới 34 lần trong 60 lần thi đấu là những cầu thủ ghi bàn hàng đầu. Người hiện đang nắm giữ kỷ lục ghi bàn là Alexander Frei là 42 bàn thắng sau 84 lần thi đấu.
| #  | Tên                  | Năm thi đấu | Số lần ra sân |
| -- | -------------------- | ----------- | ------------- |
| 1  | Granit Xhaka         | 2011–       | 130           |
| 2  | Xherdan Shaqiri      | 2010–       | 125           |
| 3  | Ricardo Rodríguez    | 2011–       | 120           |
| 4  | Heinz Hermann        | 1978–1991   | 118           |
| 5  | Alain Geiger         | 1980–1996   | 112           |
| 6  | Stephan Lichtsteiner | 2006–2019   | 108           |
| 7  | Stéphane Chapuisat   | 1989–2004   | 103           |
| 8  | Johann Vogel         | 1995–2007   | 94            |
| 8  | Yann Sommer          | 2012–       | 94            |
| 10 | Haris Seferovic      | 2013–       | 93            |

| #  | Tên                | Năm thi đấu | Số lần ra sân | Số bàn thắng |
| -- | ------------------ | ----------- | ------------- | ------------ |
| 1  | Alexander Frei     | 2001–2011   | 84            | 42           |
| 2  | Kubilay Türkyilmaz | 1988–2001   | 62            | 34           |
| 2  | Max Abegglen       | 1922–1937   | 68            | 34           |
| 4  | Xherdan Shaqiri    | 2010–       | 125           | 32           |
| 5  | André Abegglen     | 1927–1943   | 52            | 29           |
| 5  | Jacques Fatton     | 1946–1955   | 53            | 29           |
| 7  | Adrian Knup        | 1989–1996   | 49            | 26           |
| 8  | Haris Seferović    | 2013–       | 93            | 25           |
| 9  | Josef Hügi         | 1951–1961   | 34            | 23           |
| 10 | Charles Antenen    | 1948–1962   | 56            | 22           |

Thời điểm 6 tháng 7 năm 2024
Xem danh sách đầy đủ tất cả các cầu thủ bóng đá cho đội tuyển quốc gia tại đây.

## Đội hình hiện tại
Đây là đội hình đã hoàn thành UEFA Euro 2024.

Số liệu thống kê tính đến ngày 6 tháng 7 năm 2024 sau trận gặp Anh.

| Số | VT | Cầu thủ                       | Ngày sinh (tuổi)  | Trận | Bàn | Câu lạc bộ               |
| -- | -- | ----------------------------- | ----------------- | ---- | --- | ------------------------ |
| 1  | TM | Yann Sommer (đội phó 3)       | 17 tháng 12, 1988 | 94   | 0   | Internazionale           |
| 12 | TM | Yvon Mvogo                    | 6 tháng 6, 1994   | 9    | 0   | Lorient                  |
| 21 | TM | Gregor Kobel                  | 6 tháng 12, 1997  | 5    | 0   | Borussia Dortmund        |
|    |    |                               |                   |      |     |                          |
| 2  | HV | Leonidas Stergiou             | 3 tháng 3, 2002   | 6    | 0   | VfB Stuttgart            |
| 3  | HV | Silvan Widmer                 | 5 tháng 3, 1993   | 47   | 4   | Mainz 05                 |
| 4  | HV | Nico Elvedi                   | 30 tháng 9, 1996  | 53   | 2   | Borussia Mönchengladbach |
| 5  | HV | Manuel Akanji                 | 19 tháng 7, 1995  | 65   | 3   | Manchester City          |
| 13 | HV | Ricardo Rodriguez             | 25 tháng 8, 1992  | 120  | 9   | Torino                   |
| 15 | HV | Cédric Zesiger                | 24 tháng 6, 1998  | 4    | 0   | VfL Wolfsburg            |
| 22 | HV | Fabian Schär                  | 20 tháng 12, 1991 | 86   | 8   | Newcastle United         |
|    |    |                               |                   |      |     |                          |
| 6  | TV | Denis Zakaria                 | 20 tháng 11, 1996 | 55   | 3   | Monaco                   |
| 8  | TV | Remo Freuler (fourth captain) | 15 tháng 4, 1992  | 72   | 9   | Bologna                  |
| 10 | TV | Granit Xhaka (đội trưởng)     | 27 tháng 9, 1992  | 130  | 14  | Bayer Leverkusen         |
| 14 | TV | Steven Zuber                  | 17 tháng 8, 1991  | 56   | 11  | AEK Athens               |
| 16 | TV | Vincent Sierro                | 8 tháng 10, 1995  | 7    | 0   | Toulouse                 |
| 20 | TV | Michel Aebischer              | 6 tháng 1, 1997   | 25   | 1   | Bologna                  |
| 23 | TV | Xherdan Shaqiri (đội phó)     | 10 tháng 10, 1991 | 125  | 32  | Chicago Fire             |
| 24 | TV | Ardon Jashari                 | 30 tháng 7, 2002  | 2    | 0   | Luzern                   |
| 26 | TV | Fabian Rieder                 | 16 tháng 2, 2002  | 10   | 0   | Rennes                   |
|    |    |                               |                   |      |     |                          |
| 7  | TĐ | Breel Embolo                  | 14 tháng 2, 1997  | 68   | 15  | Monaco                   |
| 9  | TĐ | Noah Okafor                   | 24 tháng 5, 2000  | 22   | 2   | Milan                    |
| 11 | TĐ | Renato Steffen                | 3 tháng 11, 1991  | 40   | 4   | Lugano                   |
| 17 | TĐ | Ruben Vargas                  | 5 tháng 8, 1998   | 48   | 8   | FC Augsburg              |
| 18 | TĐ | Kwadwo Duah                   | 24 tháng 2, 1997  | 4    | 1   | Ludogorets Razgrad       |
| 19 | TĐ | Dan Ndoye                     | 25 tháng 10, 2000 | 16   | 1   | Bologna                  |
| 25 | TĐ | Zeki Amdouni                  | 4 tháng 12, 2000  | 19   | 7   | Burnley                  |

### Triệu tập gần đây
Dưới đây là danh sách sơ bộ của đội tuyển Thụy Sĩ được triệu tập trong vòng 12 tháng.

| Số | VT                  | Cầu thủ           | Ngày sinh (tuổi) | Trận | Bàn               | Câu lạc bộ                         |
| -- | ------------------- | ----------------- | ---------------- | ---- | ----------------- | ---------------------------------- |
| TM | Marvin Keller       | 3 tháng 7, 2002   | 0                | 0    | Winterthur        | UEFA Euro 2024 PRE                 |
| TM | Pascal Loretz       | 1 tháng 6, 2003   | 0                | 0    | Luzern            | UEFA Euro 2024 PRE                 |
| TM | David von Ballmoos  | 30 tháng 12, 1994 | 0                | 0    | Young Boys        | v. Cộng hòa Ireland, 26 March 2024 |
| TM | Anthony Racioppi    | 31 tháng 12, 1998 | 0                | 0    | Young Boys        | v. România, 21 November 2023       |
|    |                     |                   |                  |      |                   |                                    |
| HV | Kevin Mbabu         | 19 tháng 4, 1995  | 24               | 0    | FC Augsburg       | UEFA Euro 2024 PRE                 |
| HV | Ulisses Garcia      | 11 tháng 1, 1996  | 7                | 0    | Marseille         | UEFA Euro 2024 PRE                 |
| HV | Bećir Omeragić      | 20 tháng 1, 2002  | 5                | 0    | Montpellier       | UEFA Euro 2024 PRE                 |
| HV | Aurèle Amenda       | 31 tháng 7, 2003  | 0                | 0    | Young Boys        | UEFA Euro 2024 PRE                 |
| HV | Albian Hajdari      | 18 tháng 5, 2003  | 0                | 0    | Lugano            | UEFA Euro 2024 PRE                 |
| HV | Bryan Okoh          | 16 tháng 5, 2003  | 0                | 0    | Red Bull Salzburg | UEFA Euro 2024 PRE                 |
| HV | Eray Cömert         | 4 tháng 2, 1998   | 15               | 0    | Nantes            | v. Cộng hòa Ireland, 26 March 2024 |
| HV | Loris Benito        | 7 tháng 1, 1992   | 13               | 1    | Young Boys        | v. România, 21 November 2023       |
| HV | Jordan Lotomba      | 29 tháng 9, 1998  | 7                | 1    | Nice              | v. Belarus, 15 October 2023        |
|    |                     |                   |                  |      |                   |                                    |
| TV | Uran Bislimi        | 25 tháng 9, 1999  | 2                | 0    | Lugano            | UEFA Euro 2024 PRE                 |
| TV | Filip Ugrinic       | 5 tháng 1, 1999   | 2                | 0    | Young Boys        | UEFA Euro 2024 PRE                 |
| TV | Dereck Kutesa       | 6 tháng 12, 1997  | 1                | 0    | Servette          | v. Cộng hòa Ireland, 26 March 2024 |
| TV | Edimilson Fernandes | 15 tháng 4, 1996  | 30               | 2    | Mainz 05          | v. Israel, 15 November 2023        |
| TV | Djibril Sow         | 6 tháng 2, 1997   | 41               | 0    | Sevilla           | v. Belarus, 15 October 2023        |
|    |                     |                   |                  |      |                   |                                    |
| TĐ | Andi Zeqiri         | 22 tháng 6, 1999  | 11               | 0    | Genk              | UEFA Euro 2024 PRE                 |
| TĐ | Joël Monteiro       | 5 tháng 8, 1999   | 0                | 0    | Young Boys        | UEFA Euro 2024 PRE                 |
| TĐ | Cedric Itten        | 27 tháng 12, 1996 | 11               | 4    | Young Boys        | v. Belarus, 15 October 2023        |

INJ Cầu thủ rút lui vì chấn thương.

RET Giã từ khỏi đội tuyển quốc gia.

PRE Danh sách sơ bộ.

### Danh sách cầu thủ đội tuyển quốc gia

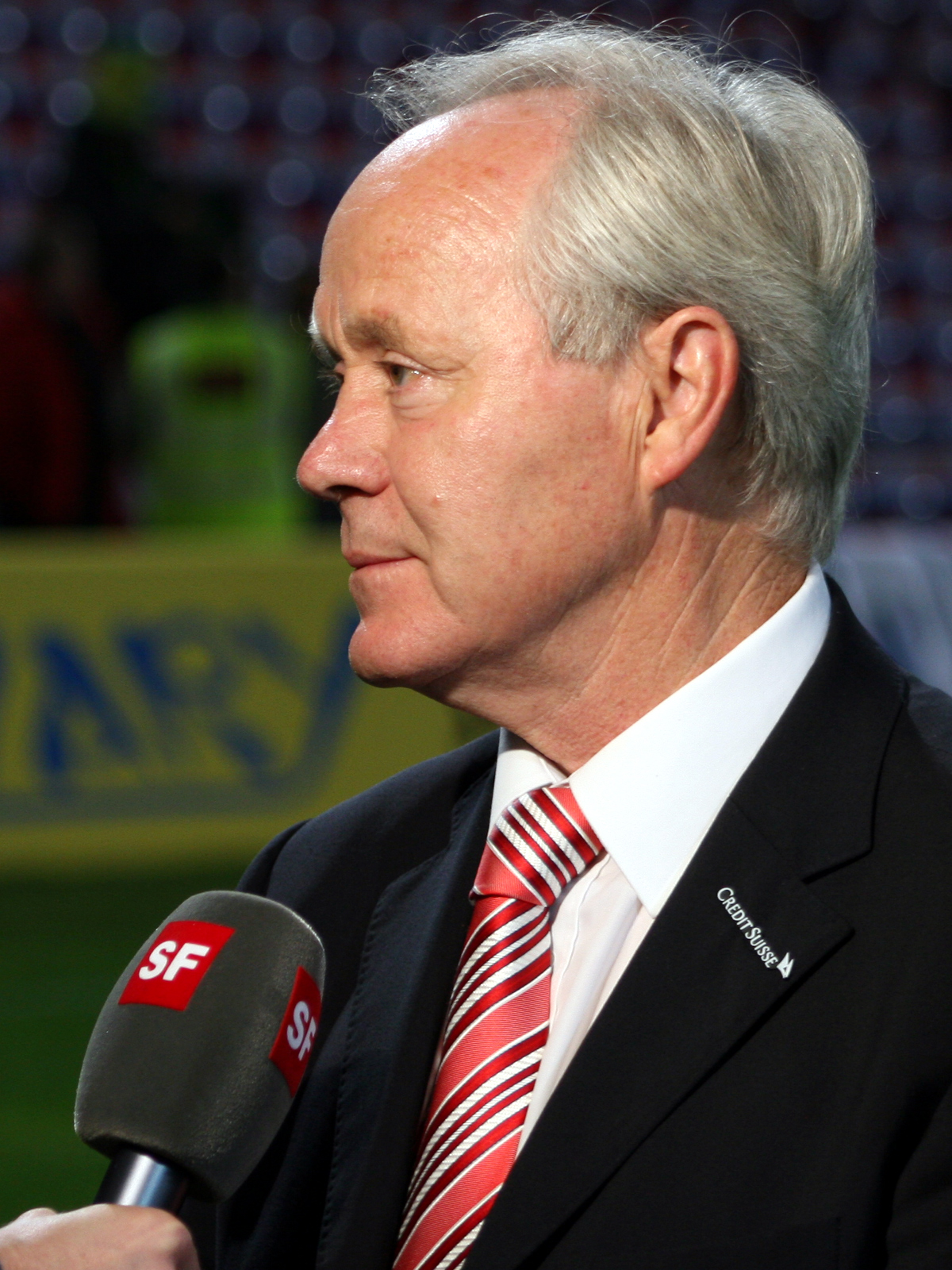
Jakob Kuhn

Có thể tham khảo danh sách đầy đủ bao gồm 708 cầu thủ đội tuyển từ 1905 và cầu thủ người Thụy Sĩ chơi cho các đội tuyển bóng đá quốc gia khác tại Danh sách cầu thủ đội tuyển bóng đá quốc gia Thụy Sĩ.

### Huấn luyện viên
Huấn luyện viên đội tuyển do Ban điều hành Liên đoàn lựa chọn. Huấn luyện viên có thể tự lựa chọn cầu thủ cho đội tuyển. Vladimir Petković hiện đang thực hiện nhiệm vụ chủ trì huấn luyện (từ 1 tháng 8 năm 2014).

## Đối đầu
Bảng dưới đây bao gồm các đội tuyển bóng đá quốc gia đã thi đấu ít nhất là 10 lần với Đội tuyển bóng đá quốc gia Thụy Sĩ. Đội Thụy Sĩ đã thi đấu quốc tế tổng cộng 675 lần với 73 đội tuyển khác nhau. Đội thắng 214 lần, hòa 146 lần và thua 315 lần.
Thời điểm 17 tháng 10 năm 2007
| Quốc gia   | Số trận | Thắng | Hòa | Thua | Bàn thắng |
| ---------- | ------- | ----- | --- | ---- | --------- |
| Ý          | 56      | 8     | 20  | 28   | 66:106    |
| Đức        | 49      | 8     | 6   | 35   | 60:131    |
| Hungary    | 44      | 9     | 5   | 30   | 58:127    |
| Áo         | 40      | 10    | 5   | 25   | 57:104    |
| Pháp       | 36      | 12    | 9   | 15   | 58:62     |
| Hà Lan     | 32      | 15    | 2   | 15   | 61:68     |
| Thụy Điển  | 28      | 11    | 7   | 10   | 42:46     |
| Tiệp Khắc  | 27      | 7     | 6   | 14   | 38:58     |
| Bỉ         | 26      | 8     | 6   | 12   | 37:49     |
| Anh        | 23      | 3     | 4   | 16   | 18:68     |
| Bồ Đào Nha | 19      | 8     | 5   | 6    | 28:25     |

| Quốc gia            | Số trận | Thắng | Hòa | Thua | Bàn thắng |
| ------------------- | ------- | ----- | --- | ---- | --------- |
| Tây Ban Nha         | 18      | 0     | 3   | 15   | 15:45     |
| Na Uy               | 16      | 5     | 4   | 7    | 17:24     |
| Scotland            | 16      | 5     | 3   | 8    | 24:26     |
| Ireland             | 15      | 5     | 3   | 7    | 10:17     |
| Thổ Nhĩ Kỳ          | 14      | 4     | 3   | 7    | 19:19     |
| Nam Tư              | 13      | 2     | 5   | 6    | 16:29     |
| Nga (kể cả Liên Xô) | 12      | 0     | 4   | 8    | 11:29     |
| Romania             | 11      | 4     | 3   | 4    | 19:14     |
| Đan Mạch            | 10      | 2     | 5   | 3    | 11:13     |
| Hy Lạp              | 10      | 5     | 3   | 2    | 13:10     |

## Sân đấu

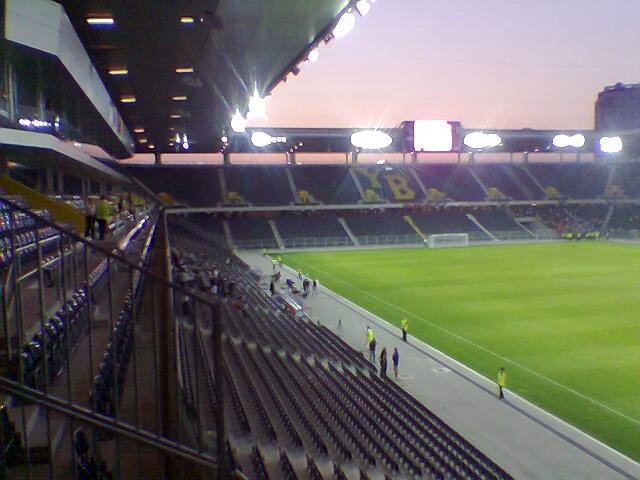
Sân vận động Stade de Suisse

Thụy Sĩ có một sân vận động quốc gia: Stade de Suisse tại thành phố Bern, nhưng sân này chỉ được sử dụng cho khoảng ¼ tổng số các trận thi đấu quốc tế trên sân nhà. Thể theo hình thức tổ chức liên bang của quốc gia, tất cả các vùng hành chính lớn đều lần lượt tổ chức các trận thi đấu quốc tế. Các nơi thi đấu chính khác là sân vận động St. Jakob-Park tại Basel, Hardturm tại Zürich và Sân vận động Genève tại Lancy gần Genève.
Basel, Bern, Genève và Zürich, 4 thành phố lớn nhất của Thụy Sĩ, đã là nơi thi đấu chính ngay từ những năm đầu tiên. Thêm vào đó là Stade Olypique de la Pontaise tại Lausanne (1923) nhưng chỉ được sử dụng lần cuối vào năm 1999. Năm 2003, Sân vận động Genève thay thế sân Stade des Chrmilles nhiều truyền thống trong thành phố Genève. Các trận thi đấu hữu nghị với số lượng khán giả được dự đoán trước là không nhiều lắm cũng được tổ chức tại các thành phố nhỏ hơn.
Tất cả 320 lần thi đấu trên sân nhà của Đội tuyển bóng đá quốc gia Thụy Sĩ được tổ chức tại các thành phố sau đây

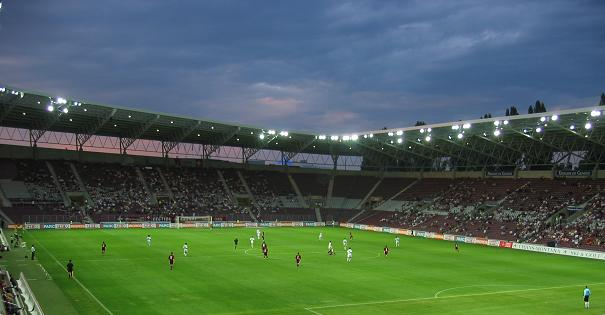
Sân vận động Genève

| Thành phố  | Số trận | Thời gian |
| ---------- | ------- | --------- |
| Bern       | 74      | từ 1911   |
| Basel      | 72      | từ 1908   |
| Zürich     | 62      | từ 1911   |
| Lausanne   | 36      | 1923–1999 |
| Genf       | 33      | 1908–2001 |
| St. Gallen | 12      | 1912–2002 |
| Luzern     | 10      | 1971–1997 |

| Thành phố         | Số trận | Thời gian |
| ----------------- | ------- | --------- |
| Lancy             | 7       | từ 2003   |
| Lugano            | 5       | 1951–2000 |
| Neuchâtel         | 4       | 1983–1989 |
| Sion              | 2       | 1985–1994 |
| La Chaux-de-Fonds | 1       | 1911      |
| Aarau             | 1       | 1987      |
| Bellinzona        | 1       | 1987      |

## Đội tuyển nghiệp dư
Thể theo lời đề nghị của chủ tịch Gustav Wiederkehr, đại hội Liên đoàn bóng đá Thụy Sĩ năm 1958 quyết định thành lập một đội tuyển bóng đá quốc gia nghiệp dư. Quyết định này xuất phát từ tư tưởng chối bỏ thể thao chuyên nghiệp của thời bấy giờ. Hầu hết cầu thủ của đội xuất phát từ hạng thi đấu bóng đá thứ ba của Thụy Sĩ. Trận thi đấu đầu tiên với Hà Lan (1:1) vào ngày 3 tháng 11 năm 1959 được tổ chức Enschede (Hà Lan). Tất cả các cố gắng qua được vòng loại của Thế vận hội 1960, 1964, 1968 và 1972 đều thất bại. Sau trận thi đấu với Đan Mạch trong vòng loại ngày 5 tháng 11 năm 1971 tại Kopenhagen (0:4) Liên đoàn quyết định giải tán đội nghiệp dư. Có nhiều nguyên nhân đưa đến quyết định này: Số lượng khán giả bao giờ cũng rất khiêm nhường, các đội tuyển nghiệp dư từ các quốc gia Đông Âu quá mạnh và các cầu thủ trụ cột lại thường chuyển sang bán chuyên nghiệp sau một thời gian ngắn nên chưa từng có thể tổ chức được một đội bóng ăn ý.